# 仙台市立中野栄小学校
仙台市立中野栄小学校（せんだいしりつ なかのさかえしょうがっこう）は、宮城県仙台市宮城野区栄3丁目にある公立小学校。

## 概要
福室小学校の児童数増加に伴い、1976年に福室小学校より分離し、仙台市立小学校59番目の学校として開校した。

## 沿革
出典
- 1976年（昭和51年）4月1日 - 福室小学校より分離開校。同年、校歌制定し、プールと給食室竣工。校木シラカシ制定。
- 1986年（昭和61年） - 体育館床と照明改修工事。
- 1987年（昭和62年） - 新校舎竣工（正面玄関・北昇降口・理科室・家庭科室）。
- 2001年（平成13年） - 特別教室棟増築。
- 2004年（平成16年） - 耐震工事を実施。
- 2010年（平成22年） - わんぱく砦の全面改修を実施
- 2011年（平成23年） - 3月11日午後に発生した東日本大震災により被災した中野小学校の仮校舎となった[3]。
- 2016年（平成28年） - 5年間併設した中野小学校の閉校式挙行。
- 2019年（平成31年） - 学習支援室を新設。
- 2020年（令和2年） - 新型コロナウイルスの影響により、3月から5月まで臨時休業となる。

## 学区
出典
- 出花1丁目（1～16番、17番の一部、278番、279番の一部、280～283番、284番の一部、285番、286番の一部、288～290番）
- 出花2丁目（全域）
- 出花3丁目（全域）
- 栄1丁目（全域）
- 栄2丁目（全域）
- 栄3丁目（全域）
- 栄4丁目（全域）
- 栄5丁目（全域）
- 仙台港北1丁目（全域）
- 仙台港北2丁目（全域）
- 中野2丁目（3番の一部、10番、12～20番、21番、25番の一部、26番、28番、29番、34～37番、39番、41～43番）
- 中野3丁目（1番、2番、5番、6番の一部、7番、8番、9番の一部、10番、11番、14番の一部、15番）
- 福室4丁目（7番、8番、18番の一部）
- 福室7丁目（1番の一部）
- 中野（字阿弥陀堂、字出花、字出花西、字大貝沼、字上小袋田、字柄越、字北上、字四反田、字下小袋田、字新田、字神明、字杉本、字高橋前、字只屋敷、字寺前の一部、字沼頭、字沼向、字掃沼、字資田、字柳原、字寺前）
  - 「◯◯の一部」とある地区についての詳細な地番などは、仙台市教育委員会まで要問い合わせ。
- なお、下述の通り、本校北側は多賀城市との市境線となっているため、市境線に接している多賀城市高橋5丁目などでは、本来の学区である多賀城市立山王小学校より、本校の方が近い。

## 進学先中学校
公立中学校の場合
- 仙台市立中野中学校

## 主な卒業生
- 道渕諒平 - サッカー選手（ベガルタ仙台所属）
- 秋元佑太 - サッカー選手（ソニー仙台FC所属）
- 遠藤康 - サッカー選手（鹿島アントラーズ所属）
- 武田英寿 - サッカー選手（浦和レッズ所属）

## 周辺
本校校地北側の道路は多賀城市との市境線になっているため、「◯」印が付されている施設は、多賀城市に所在する。
- 栄公園 - 仙台市道をはさんで、敷地が隣接。
- 仙台市中野栄コミュニティセンター - 市道をはさんで、栄公園に隣接。かつ、市道をはさんで、本校敷地の一部が隣接。
  - 仙台市中野栄児童館
- ヤマザワ中野栄店
- 仙台栄郵便局
- 浜居場公園◯
- 仙台育英学園高等学校多賀城校舎◯
- なお、上述以外の公園も、仙台市側・多賀城市側共、点在する。

## アクセス
- JR東日本仙石線中野栄駅（出口2）から、徒歩約370m・約6分。